# Anizy-le-Grand
Anizy-le-Grand – gmina we Francji, w regionie Hauts-de-France, w departamencie Aisne. W 2013 roku liczba ludności wynosiła 2560 mieszkańców. 
Gmina została utworzona 1 stycznia 2019 roku z połączenia trzech ówczesnych gmin: Anizy-le-Château, Faucoucourt oraz Lizy. Siedzibą gminy została miejscowość Anizy-le-Château. 